# Beth Altringer
Beth Ames Altringer es una diseñadora y académica estadounidense especializada en diseño centrado en el usuario y educación en diseño. Dirige el Laboratorio de Diseño de la Universidad de Harvard y enseña diseño e innovación en la Escuela de Ingeniería y Ciencias Aplicadas John A. Paulson de Harvard, la Escuela de Graduados de Diseño de Harvard y la Escuela de Negocios de Harvard.

## Primeros años
Altringer obtuvo una maestría en arquitectura de la Universidad de Ciudad del Cabo y un doctorado en psicología del diseño de la Universidad de Cambridge en Emmanuel College. Durante una beca de visita en el Departamento de Ciencias de la Computación de la Universidad de Stanford en interacción humano-computadora, cuantificó los beneficios de la creación de prototipos paralelos y enseñó en el Instituto de Diseño Hasso Plattner. En el Instituto de Tecnología de Massachusetts, desarrolló nuevos cursos de aprendizaje activo para mejorar el diseño centrado en el usuario y la pedagogía del diseño emocional para ingenieros y diseñadores de productos.

## Carrera de diseño
Altringer fue uno de los primeros defensores del diseño centrado en el usuario y el diseño emocional. En 2010, se unió a Jochen Zeitz para desarrollar la estrategia 2025 para el grupo de lujo Kering, que incluye un laboratorio de diseño de materiales sostenibles y la primera cuenta de pérdidas y ganancias medioambientales. En 2015, Altringer se unió al equipo fundador de Piaggio Fast Forward como director de investigación de diseño, para desarrollar el robot Gita. Su estudio de diseño desarrolla productos de aprendizaje que incluyen Flavor Genome Project y Chef League que exploran cómo ayudar a los usuarios a aprender sus propias preferencias. Su estudio es el socio de lanzamiento técnico de Off Their Plate, una iniciativa que brinda alivio económico a los trabajadores de restaurantes, al tiempo que proporciona comidas y paquetes de atención para los trabajadores de primera línea durante la pandemia de COVID-19. En sus primeras seis semanas, Off Their Plate proporcionó a los trabajadores de emergencia 340.000 comidas y 1,7 millones de dólares en ayuda económica a los trabajadores de restaurantes.

## Carrera académica
Altringer se unió a la Escuela de Ingeniería y Ciencias Aplicadas John A. Paulson de Harvard en 2014. Ella enseña varios cursos de Harvard, incluyendo la Práctica de Innovadores y Diseño de Producto y Experiencia: Lecciones Experimentales en Diseño para la Deseabilidad. En 2016, los estudiantes la eligieron como una de las 15 mejores profesoras de Harvard. Es miembro del cuerpo docente fundador de la Maestría en Ciencias en Ingeniería y el Programa de MBA conjuntos de Harvard y ayudó a lanzar el Programa de Becas de Innovación Tecnológica de Pregrado. Ha publicado sobre temas que incluyen diseño centrado en el ser humano, creatividad, motivación y psicología social en el trabajo creativo (con Beth Hennessey y Teresa Amabile), métodos de innovación más allá del pensamiento de diseño, y trabajo creativo nómada digital.

## Premios y honores
- 2018: Los 50 mejores pensadores: pensadores emergentes con el potencial de hacer contribuciones duraderas.[29]
- 2016: Profesores del año de Harvard.[30]
- 2005: Premios Holcim a la construcción sostenible.[3]
- 2003: Programa Fulbright, becario Fulbright.[31]